# Pierre Lannier
Pour les articles homonymes, voir Lanier.
Pierre Lannier est une marque d’horlogerie française, fondée en 1977 par Béatrice et Jean-Paul Burgun[réf. souhaitée].

## Historique
Située à Ernolsheim-lès-Saverne en Alsace, la société a établi un second site de production à Tananarive (Madagascar).
En 2017, la société lève 1,5 million d'euros auprès du fonds Audacia (le fonds animé par Charles Beigbeder) pour financer le doublement du chiffre d'affaires d'ici à 2020-2021, et atteindre 30 millions d'euros
En 2019, l'entreprise s'associe avec le fabricant de textiles occitan Toiles du Soleil pour lancer une collection de montres féminines.

## Partenariat
De 2014 à 2016, Pierre Lannier est partenaire des équipes de France de Basket-ball et propose alors une collection de montres siglées FFBB.